# سوناتا (فیلم)
سوناتا (به انگلیسی: The Sonata) یک فیلم مهیج و معمایی تولید سال ۲۰۱۸ میلادی است که به کارگردانی اندرو دزموند با فیلمنامه دزموند و آرتور مورین ساخته شده‌است. بازیگران این فیلم فریا تینگلی، سیمون آباکارین، جیمز فوکنر، روتخر هاور، مت باربر و جیمز کرماک هستند. این فیلم در آمریکا به تاریخ ۱۰ ژانویه ۲۰۲۰ میلادی توسط اسکرین مدیا فیلمز منتشر شد. فروش این فیلم ۱۴۶٫۵۹۵ دلار بوده است و نظر منتقدین را جلب نمود.

## بازیگران
- فریا تینگلی به عنوان رز فیشر
- سیمون آبکاریان در نقش چارلز ورنیز
- جیمز فاکنر در نقش سر ویکتور فردیناند
- راتگر هوور در نقش ریچارد مارلو
- مت باربر در نقش جیمز

## انتشار
۱۵ نوامبر ۲۰۱۸ در روسیه
۱۰ ژانویه ۲۰۲۰ در آمریکا